# Konecranes
Konecranes Oyj är ett finländskt mekanisk verkstadsföretag, som tillverkar utrustning för materialhantering som containerkranar, reachstackers och andra containerhanteringsfordon.
Finländska Kone började 1933 tillverka stora elmotordrivna traverskranar, framför allt för massa- och pappersbruk och kraftföretag, 1936 telfrar och 1947 hamnkranar. Från 1973 började Kone köpa företag i Europa och USA med samma produktsortiment. Verksamheten organiserades 1988 i "Kone Cranes Division", från början av 1990-talet med produktionen rationaliserad till fyra produktionsställen.
KCI Konecranes Oyj grundades 1996 som en avknoppning och noterades på Helsingforsbörsen. Företaget expanderade vidare i bland annat Tyskland och Kina och breddade produktsortimentet med telfrar samt 2004 reachstackers och gaffeltruckar genom köp av SMV Lifttrucks AB i Silverdalen i Sverige, flyttat till Markaryd och namnändrat till Konecranes Lifttrucks AB. Moderföretaget namnändrades till Konecranes Oyj 2006.
Konecranes övertog 2017 amerikanska Terex materialhanteringsdivision.

## Konecranes i Sverige
Efter förvärvet av Konecranes Lifttrucks 2004 köptes i Sverige också 2006 Reftele Maskinservice AB.

## Bildgalleri

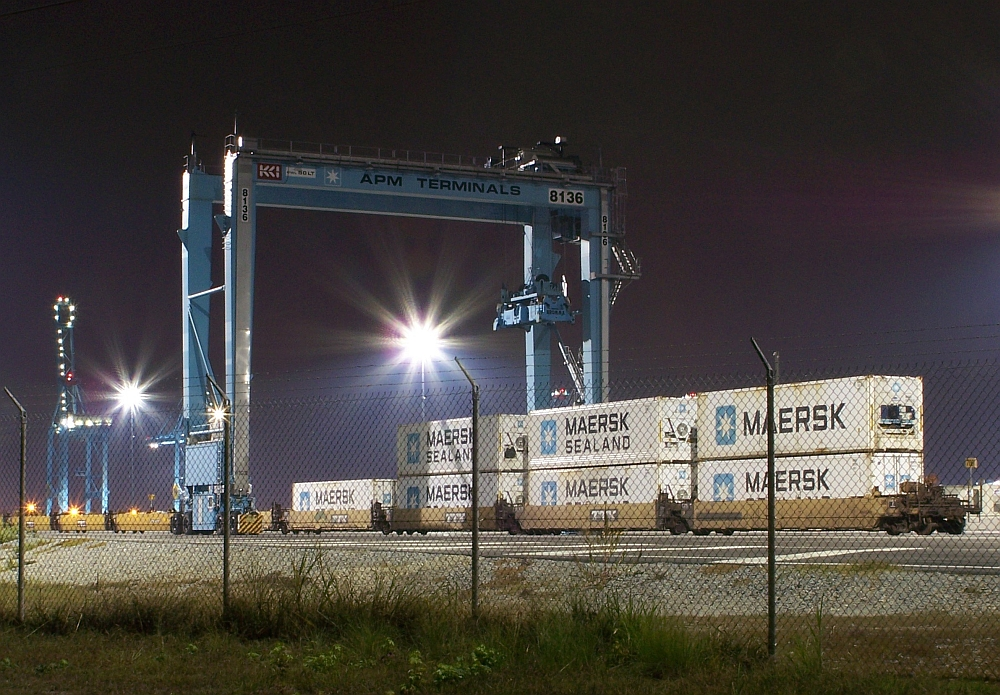
APM Terminals containerhamn vid Elisabeth River, Portsmouth i Virginia i USA
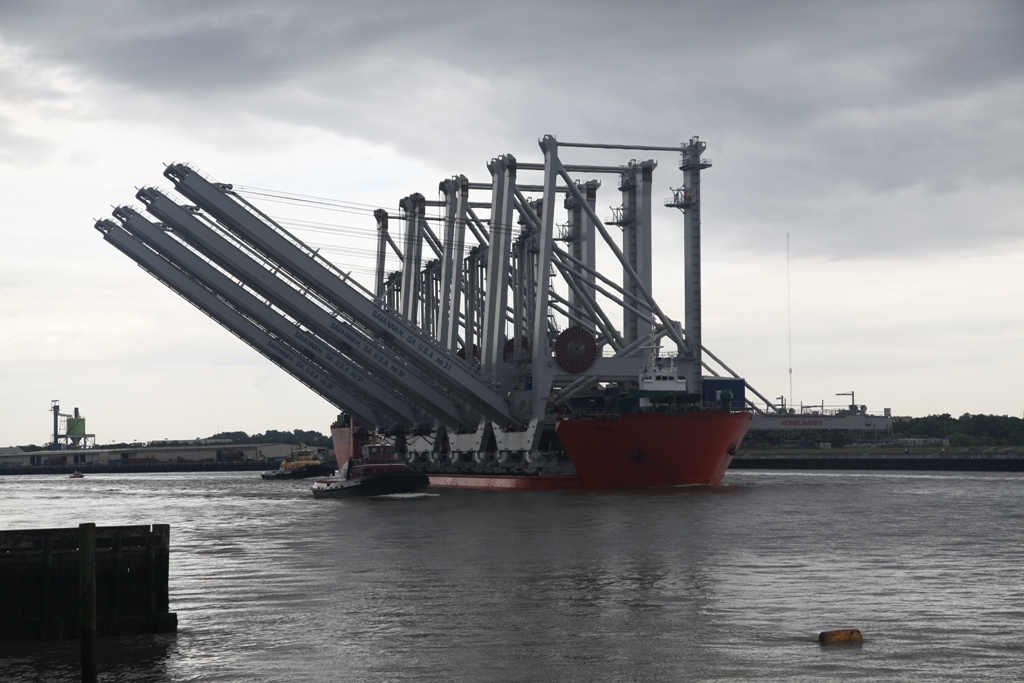
Leverans av fyra ship-to-shore-containerkranar till Garden City Terminal i  Savannah i Georgia i USA
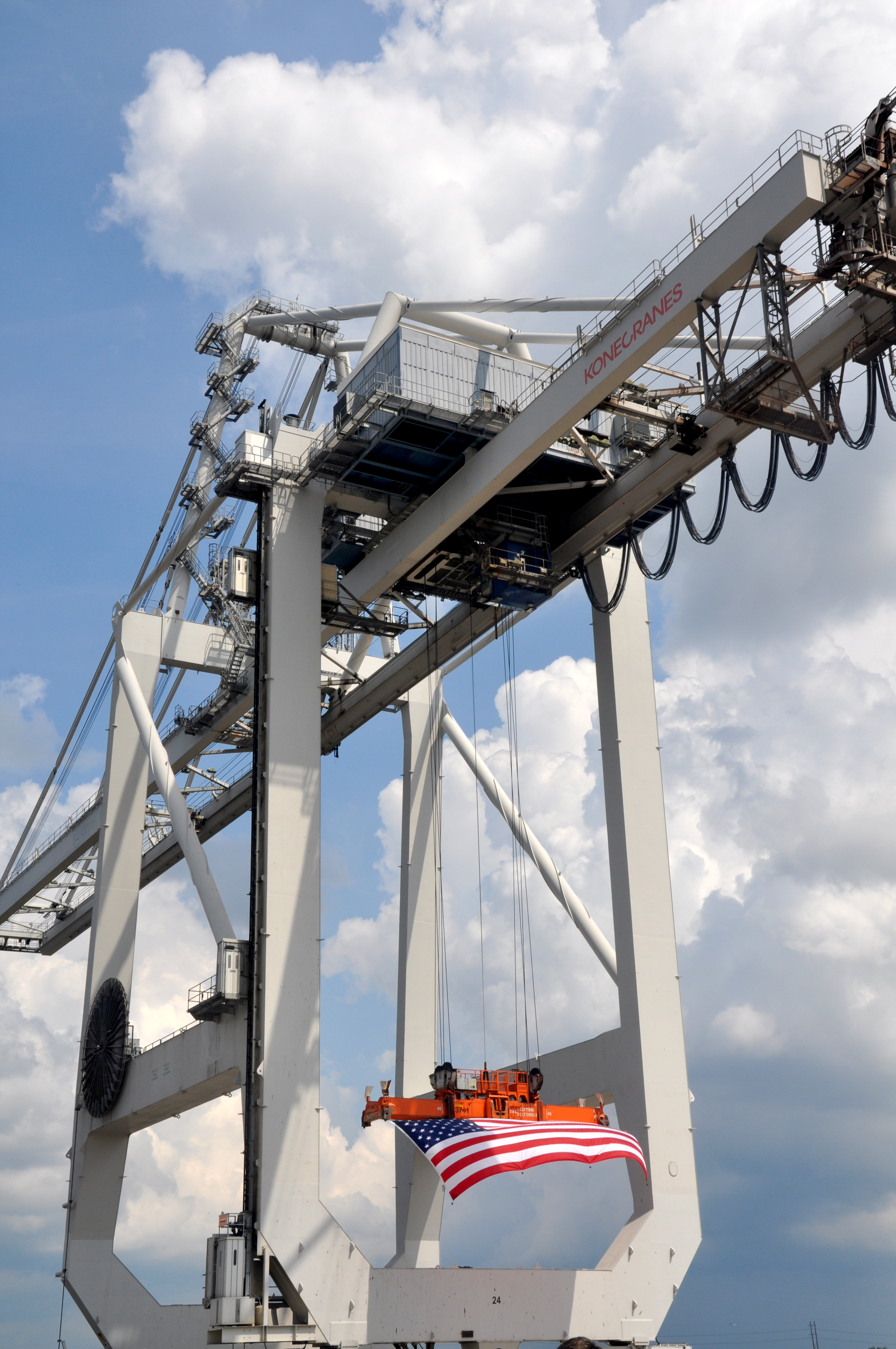
En ship-to-shore-containerkran i Savannah i Georgia i USA, juni 2013
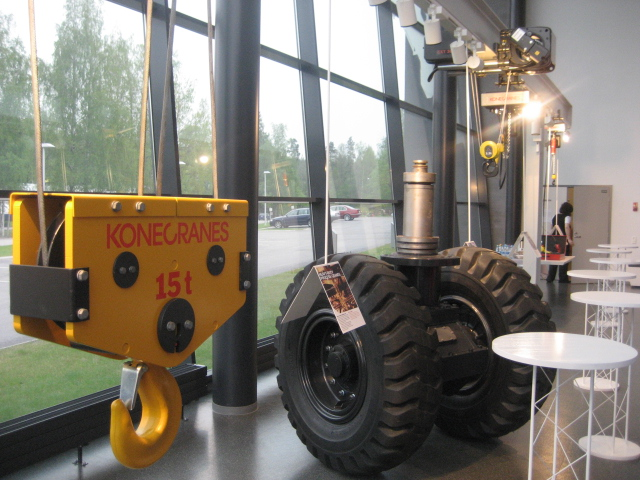
Telfer